# Koroknyai Ottó
Koroknyai Ottó, Trost (Buda, 1856. április 13. – Budapest, 1898. április 27.) festőművész.

## Életútja
Ötéves  koráig Magyarországon növekedett; ekkor családi körülményei Ausztriába szólították és Bécsben folytatta iskoláit. Reáliskolai tanulmányait bevégezve, rajztanára Gayling művészi tehetséget fedezett föl benne és rávette a szüleit, hogy Koroknyait a festészeti pályára adják. 1871-ben be is iratkozott a bécsi képzőművészeti akadémiába, ahol Warzinger és Geiger tanárok vezetése alatt olyan haladást tett, hogy nemsokára Angeli, majd később Makart fogadta tanítványává. A fiatal festő nemsokára visszavágyott hazájába és nagy örömmel fogadta nagybátyjának, Somssich Pálnak meghívását, aki alkalmat nyújtott neki arra, hogy a magyar népéletet közelről tanulmányozhassa s egyúttal német hangzású nevét is Koroknyaira magyarosította.
Somogyban, Baranyában és Bácskában készültek karakterisztikus magyar zsánerképei: A javíthatatlan; Hogy megnőttél; Olyan nincs. Ezekkel ment 1885-ben Budapestre, a Benczúr vezetése alatt álló mesteriskolába. A javíthatatlan szerezte meg számára 19 versenymű között a 6000 frankos Munkácsy-díjat 1886-ban, s Koroknyai a következő évben már Párizsba utazott, hogy Munkácsy Mihály oldala mellett fejlessze tovább nem közönséges tehetségét. A francia fővárosban készült művei közül különösen említésre méltó A meggyilkolt háza előtt című, megragadó hangulatával. Párizsban arcképfestéssel is foglalkozott és egyik arcképéért az 1889-iki Salon zsűrije is kitüntette. Visszatérve hazájába 1892-ben, egy évet József főherceg alcsúti birtokán dolgozott. Itt festette először a Ne búsulj című képét, 1893-ban pedig a Kártyavetőnőt. Az 1894-iki tárlaton Berrac tábornok kitűnően festett arcképével vonta magára a figyelmet. A történelmi festészet művelésére Munkácsy buzdította és Koroknyai készített is néhány történeti vázlatot, melyek közül egy: Mátyás Bécs előtt annyira megnyerte a magyar kormány tetszését, hogy a festmény kidolgozását meg is rendelték nála.
Gégesorvadása az ezredévi kiállítás bezárása után kezdődött, amikor a kormány által megvásárolt nagy történeti képét, ("Mátyás király Bécs előtt") részben átdolgozta egy hideg teremben és meghűlt. Betegségére enyhülést keresni nejével, Kotsi-Horváth Jolán festőművésznővel, 1897 őszén Olaszországba ment, de csak betegebben jött vissza. Szelleme, teste megtört, és a halál sok szenvedésnek vetett véget, de nagy becsvágyat is ragadott el. Temetéséről a képzőművészeti társulat gondoskodott. 1898. április 30-án tették sírba megkoszorúzott koporsóját a Kerepesi úti temetőben. A végtisztességen valamennyi művésztestület képviseltette magát, ott volt azonkívül a budapesti művészkolónia valamennyi tagja. A gyászszertartás után Hock János, mint a Nemzeti Szalon alelnöke, az elhunyt pályatársai nevében mondott búcsúbeszédet.
Több képét is őrzi a Magyar Nemzeti Galéria.